# Giovanni Battista Orsini

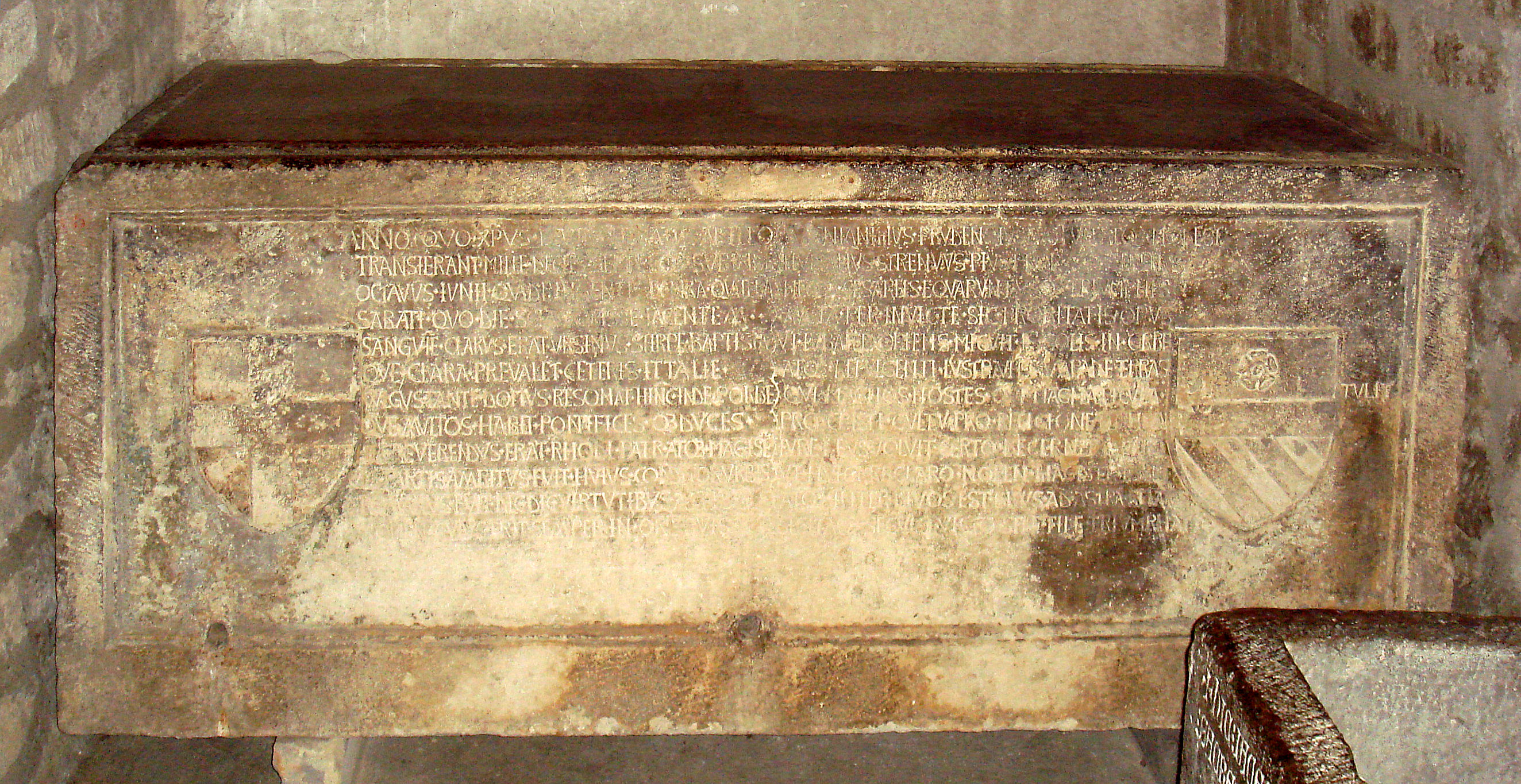
La tomba di Giovanni Battista Orsini

Giovanni Battista Orsini, anche Jean-Baptiste des Ursins, Iohannes Baptista de Ursinis, Baptista Ursinus (1400 circa – Rodi, 8 giugno 1476), è stato un nobile italiano, Gran maestro dell'Ordine di Malta dal 1467 fino alla sua morte.

## Biografia
Giovanni Battista appartenne al ramo di Gravina della nobile famiglia degli Orsini. Fu figlio naturale di Francesco di Giovanni Orsini, legittimato dal padre nel 1418 e con privilegio del re di Napoli del 1º maggio 1443.
Entrò sin da giovane in qualità di cavaliere nell'Ordine degli Ospitalieri di San Giovanni di Gerusalemme (nel 1420 era commendatore di Castel Araldo, nei pressi di Viterbo, sottoposto al Priorato di Pisa). Intorno al 1440 raggiunse il prestigioso incarico di Priore di Roma e proseguì la sua carriera sino a divenire il 4 marzo 1467 il 39° Gran Maestro dell'Ordine.
Amministratore energico, nei suoi nove anni si preoccupò soprattutto di rafforzare la sede centrale dell'Ordine a Rodi, quale baluardo dell'Europa cristiana contro il progressivo avanzare degli Ottomani. Nel 1470 fece tra l'altro ripristinare la Fortezza di Feraklos, posta sulla costa orientale dell'isola.
Morì a Rodi l'8 giugno 1476 ma la sua tomba, insieme a quella di altri quattro Gran Maestri dell'Ordine, si trova oggi a Parigi nel museo di Cluny, in quanto fu donata dal sultano Abdul Mejid I a Napoleone III in segno di riconoscenza per l'appoggio fornito nel corso della guerra di Crimea.

## Discendenza
Giambattista ebbe un figlio naturale, Cencio (?-post 1472), ambasciatore.